# Lake Placid 3
Lake Placid 3 ist ein US-amerikanisch-bulgarischer Tierhorrorfernsehfilm von Griff Furst aus dem Jahr 2010. Es handelt sich nach Lake Placid 2 aus dem Jahr 2007 um die zweite Fortsetzung von Lake Placid aus dem Jahr 1999. Weitere Fortführungen folgten.

## Handlung
Ein Jahr nach den Ereignissen des zweiten Films am Black Lake, in Aroostook County, Maine, gehen das junge Paar April und Jason im See schwimmen und werden von einer Gruppe Babykrokodile angegriffen und getötet. Währenddessen räumen ihr Neffe Nathan, seine Frau Susan und ihr Sohn Connor das Haus der verstorbenen Sadie Bickerman auf, damit sie es verkaufen können. Sheriff Tony Willinger trifft jedoch bald ein und überzeugt Nathan und Susan, nicht zu verkaufen. Connor jagt eine entflohene Eidechse hinunter zum See, wo er auf die Babykrokodile trifft und beginnt, sie heimlich zu füttern.
Zwei Jahre später füttert Connor die inzwischen erwachsenen Krokodile mit gestohlenem Fleisch aus dem Supermarkt, wird jedoch bald von Dimitri wegen Ladendiebstahls erwischt und von Susan zu seiner Babysitterin Vica nach Hause geschickt. Connor geht jedoch zum See, um die Krokodile zu füttern, gefolgt von Vica, die angegriffen wird. Vica, deren Arm schwer verletzt ist, findet Susan in Sadies Haus, die sich um Vicas Arm kümmert. Währenddessen sucht Nathan den See ab, weil mehrere Elche verschwunden sind. Er trifft vier Teenager – Ellie, Tara, Aaron und Charlie – die am See campen. Die Teenager zeigen Nathan einen Elchkopf, den sie zuvor gefunden hatten, was Nathan glauben lässt, dass es die Tat des Jägers Reba war, aber er überredet Sheriff Tony, den See zu durchsuchen, um sicherzustellen, dass er frei von Krokodilen ist. Während die Teenager campen, beschließen sie, schwimmen zu gehen und die Mädchen gehen in den Wald, um sich ihre Badebekleidung anzuziehen. Charlie bespannert sie allerdings dabei und macht Fotos, wird dann aber von einem Krokodil gefressen.
Reba wird vom Teenager Brett angesprochen, um ihm zu helfen, seine Freundin Ellie zu finden, von der er befürchtet, dass sie von Aaron verführt wird. Reba stimmt zu und nimmt Brett mit Jonas und Walt in ihrem Boot auf den See. Als sie anhalten, um Elche zu jagen, greift ein Krokodil das Boot an und wirft die Gruppe ins Wasser. Walt wird verschlungen, aber die anderen fliehen ans Ufer und stranden im Wald. Nach Stunden suchen Ellie und Aaron nach dem vermissten Charlie und lassen Tara am See zurück, wo sie vom Krokodil getötet wird. Ellie und Aaron kehren zurück und finden sie vermisst, also beschließen sie, Hilfe zu holen. Sie entdecken Charlies Leiche und finden dann, was Ellie für Bretts Jacke hält. Ellie beschließt, nach Brett zu suchen, was Aaron verärgert, der in die andere Richtung geht, nur um von einem Krokodil angegriffen zu werden.
Nachdem Nathan und Sheriff Tony den See durchsucht haben, kommen sie zu Sadies Haus und gesellen sich zu Susan, Connor und Vica. Sie beschließen, aus dem Haus zu fliehen, um in ein Krankenhaus zu gehen, allerdings werden Vica und Sheriff Tony von Krokodilen verschlungen und das Auto wird im See versenkt. Nathan, Susan und Connor suchen im Haus Zuflucht. Unterdessen gelingt es Brett, Reba und Jonas, ein Krokodil zu erschießen. Ein weiteres Krokodil kommt und beißt Jonas den Kopf ab. Reba kann fliehen. Verzweifelt reisen Reba und Brett auf Rebas Boot zu Sadies Haus und treffen sich mit Nathan, Susan und Connor. Brett wird währenddessen von einem weiteren Krokodil gefressen.
Reba tötet ein Krokodil, das in das Haus einbricht, und geht dann mit Nathan, Susan und Connor. Ellie schließt sich ihnen an und sie schaffen es in die Stadt. Die Gruppe bricht in den Supermarkt ein, um Hilfe zu rufen. Die Gruppe gerät in einen Hinterhalt, schafft es aber, die meisten Krokodile zu töten. Reba wird im Gefecht scheinbar getötet. Das letzte Krokodil wird in einer Tankstelle durch eine Gasexplosion getötet. Ein herbeieilendes Rettungsteam versorgt die Wunden von Nathan, Susan, Ellie und Connor.
Einige Zeit später führt Nathan eine Gruppe von Touristen um den See und erzählt ihnen von den Krokodilen, die als ausgerottet gelten. Allerdings sieht man ein Baby-Krokodil im See schwimmen, bevor ein erwachsenes Krokodil die Kamera angreift und der Film endet.

## Hintergrund
Das Filmbudget lag bei geschätzten 2,5 Mio. US-Dollar. Gedreht wurde der Film in Bulgarien und wurde von 21 Mitarbeitern für Spezialeffekte begleitet.

## Rezeption
„Zweite Fortsetzung des Tierhorrorfilms, die einmal mehr das "Weiße Hai"-Muster kopiert und es auf etliche fresssüchtige Reptilien überträgt.“

„Einfach einmalig: Billig, schlecht, doof.“

Horrormagazin.de kritisiert die schauspielerischen Leistungen des Casts. Die Schauspieler werden als unglaubwürdig oder als unsympathisch oder als beides zugleich beschrieben. Besonders das Schauspiel von Kirsty Mitchell wird bemängelt, dagegen wird Michael Ironside positiv hervorgehoben und als einziger Lichtblick bezeichnet. Die Animation der Krokodile wird als hölzern, teilweise erschreckend unscharf und dilettantisch abgestempelt.
Ken Tucker von Entertainment Weekly gibt dem Film eine negative Bewertung und bezeichnet ihn als "the Syfy channel’s latest new junk horror film". Lobende Worte findet er allerdings für Colin Ferguson "did his job as well as possible under the circumstances".